# Les Cahiers de Malte Laurids Brigge
Les Cahiers de Malte Laurids Brigge (Die Aufzeichnungen des Malte Laurids Brigge) est un roman, en grande partie autobiographique, de l'écrivain et poète austro-hongrois Rainer Maria Rilke, paru en 1910 chez Insel à Leipzig. Cette œuvre est considérée, aussi bien en raison de sa forme que de ses thèmes, comme le premier roman moderne de langue allemande.
Unique roman de l'auteur, l’œuvre se présente sous la forme d’un journal intime, divisé en deux cahiers de notes, où le protagoniste consigne ses réflexions et multiplie les introspections. Accusant plusieurs traits en commun avec Rainer Maria Rilke lui-même, le héros s’avère une sorte de double lyrique et idéalisé de l’écrivain.
Il est écrit pendant le séjour de Rilke à Paris, et traite principalement de préoccupations existentielles à travers les thèmes de la modernité, de la misère, de l'inconnu et du voyage, des limites de la perception, de la maladie, des souvenirs d'enfance ou de la parabole de l'enfant prodigue. Le roman évoque notamment des images de la Révolution industrielle et de l’ère du progrès scientifique, imprégnées d’aliénation. 
Très influencé par l’œuvre de Nietzsche, l’auteur intègre des techniques impressionnistes d’artistes comme Auguste Rodin et Paul Cézanne. On y retrouve également des références à des poètes tels que Baudelaire et Verlaine. Certaines parties du roman sont antireligieuses, spécifiquement contre le credo chrétien de la Seconde Venue du Christ, qu’il voit comme une promesse qui conduit à l’immobilisme. 
Les Cahiers de Malte Laurids Brigge ont inspiré Jean-Paul Sartre dans sa rédaction de La Nausée.  

## Résumé
Jeune intellectuel, dernier descendant d’une noble famille danoise déchue, Malte Laurids Brigge vit seul dans le dénuement à Paris. Souvent malade, il doit assez souvent rester reclus dans sa chambre et tue le temps en développant ses réflexions sur la misère, la peur, l’abandon de la part d’autrui et la recherche de Dieu. Insensiblement, le passé surgit au milieu de ses pensées. Il raconte ainsi son enfance, évoque les amis et les proches qu’il a perdus, des personnalités historiques et littéraires qu’il a croisées. Il rend compte également de certains événements fantastiques dont il a été témoin. Être sensible, lucide, mais écorché vif par son lourd passé et son présent misérable, il est d’humeur changeante. Il note pêle-mêle ses rêves, ses joies, mais aussi ses peines, ses angoisses et ses désespoirs. Pourtant, son discours s’élève souvent vers des interprétations vastes et profondes de l’existence, non exemptes d’élans poétiques.
Quand sa santé le lui permet, il déambule dans les rues de la capitale française. Il aime suivre au hasard un inconnu dans une rue, dans un café. Il s’attache au personnage, tente de deviner ses pensées, ses préoccupations jusqu’à ressentir ses tourments. À d’autres moments, des objets tout simples, les ruines d’une maison qu’on s’occupe à raser, une fleur écrasée dans une fissure du trottoir, suscitent sa pitié et d’étranges rêveries. Au début de l’hiver, la mort des mouches est le thème qui le conduit à l’étude de la mort, de la mort des hommes devenue si médiocre et impersonnelle dans la ville moderne.
Les dernières pages du deuxième cahier offrent une sorte de parabole de l’Enfant prodigue : un enfant abandonne sa maison, les siens, parce qu’il ne veut pas être aimé de cet amour qui asservit ses semblables et les place sous le harnais des habitudes. Il est à la recherche d’un amour secret, inconnu sur terre, et cause à la fois de son exaltation et de son insatisfaction. Mais en se détachant du joug du quotidien, il évite de ressembler aux spectres humains qui l’entourent. Il accepte plutôt d’affronter la mort et de la surmonter pour accéder, tel le poète, à une réalité supérieure où la mort devient un élément positif, un complément de la vie.

## Éditions françaises
- Les Cahiers de Malte Laurids Brigge, traduit par Maurice Betz, Paris, Émile-Paul frères, 1926, disponible sur Gallica ; réédition aux éditions Points, 1995.
- Les Carnets de Malte Laurids Brigge, traduit par Claude David, Paris, éditions Gallimard, « Folio » no 2294, 1991 ; réédition dans Œuvres en prose, Paris, Gallimard, « Bibliothèque de la Pléiade », 1993
- Les Carnets de Malte Laurids Brigge, traduit par Claude Porcell, Paris, Flammarion, « Garnier-Flammarion » no 566, 1995

## Prix et distinctions
- Les Cahiers de Malte Laurids Brigge occupe le 91e rang au classement des cent livres du siècle établi en 1999 par la Fnac et le journal Le Monde.

## Dans la culture
Les Cahiers de Malte Laurids Brigge est offert par Michel Aumont à Julien Boisselier dans le long métrage Clara et moi réalisé par Arnaud Viard en 2004 (source : générique).